# Dick Groenteman
Dick Groenteman, geboren als David Groenteman, (Amsterdam, 18 juni 1923 - Ormeau, 11 november 2023) was een Nederlands-Australisch ijshockeyspeler van joodse afkomst, en tijdens de Tweede Wereldoorlog actief in het verzet. Na zijn arrestatie bracht hij de rest van de oorlog door in meerdere concentratiekampen, waaronder Auschwitz.

## Levensloop
Groenteman was de zoon van Elias Groenteman (1893-1942) en Rozette Velleman (1892-1978). Hij had een oudere zus, Betty Logger-Groenteman (1915-1943). Groenteman raakte in zijn tienertijd betrokken bij de ijshockeyclub AIJHC Amsterdam. In 1939 debuteerde hij ook in het nationale team en deed hij mee aan de Europese kampioenschappen.
Na de Duitse inval veranderde het leven langzaam voor Groenteman. Zo werd hem in 1940 afgeraden mee te gaan met zijn ijshockeyteam naar een wedstrijd in Dusseldorf. Via een tante raakte hij betrokken bij het verzet. Hij verspreidde illegale persoonsbewijzen en voedselbonnen. Samen met twee of drie vrienden die hij via de dansschool kende, een zekere André en Joop, wilde hij in 1942 naar Engeland vluchtten, maar door verraad werden ze op 14 juli 1942 in een treincoupe opgepakt. Een huisgenoot van een van de jongens had hen verraden. Vervolgens zat Groenteman zeven maanden vast in het Huis van Bewaring aan de Amstelveenseweg, voordat hij voor de rechter moet verschijnen, waar hij als Engelandvaarder werd berecht, niet als jood. Een Duitse rechter sprak de doodstraf uit, maar later werd  de straf omgezet naar vijftien jaar tuchthuis.
Via Kamp Vught en Groß-Rosen kwam Groenteman in Auschwitz terecht. In Auschwitz moest hij de lichamen van omgekomen gevangenen opruimen. Een medegevangene Ko Waterman, die eerder bij Fokker had gewerkt, adviseerde Groenteman te zeggen dat hij ook voor de vliegtuigfabrikant had gewerkt. Dat deed Groenteman waarna hij werd overgeplaatst naar een fabriek in de buurt van Auschwitz, waar hij weliswaar twaalf uur per dag moest werken, maar waar de omstandigheden wel beter waren dan in Auschwitz. De bevrijding maakte Groenteman mee in het Oostenrijkse kamp Mauthaussen. Bij terugkomst bleken zowel zijn vader als zus de oorlog niet overleefd te hebben. Alleen zijn moeder en oma hadden de oorlog overleefd door onder te duiken in Haarlem.
Na de oorlog pakte Groenteman het ijshockey weer op. Hij speelde in die jaren voor de Amsterdamse IJsvogels en de Tilburg Trappers. Met het nationale team nam hij deel aan het Wereldkampioenschap ijshockey 1950, waar ze als negende eindigde. Groenteman kon echter moeilijk aarden in Nederland. De herinneringen aan de verdwenen Joodse gemeenschap waren te sterk. Een jaar later emigreerde Groenteman met zijn moeder, vrouw en zoontje naar het Australische Sydney. Hij scheidde later van haar. Met zijn tweede vrouw kreeg hij nog drie zonen. 
In Australië werd Groenteman, die de voornaam Dick aannam, actief binnen de kleine ijshockeygemeenschap. Hij vormde het team de Warringah Bombers en hielp mee bij het opzetten van een nationale competitie. Zijn drie zonen speelden allen in het Australisch ijshockeyteam. Groenteman had ook een restaurant met de naam The Flying Dutchman. De eerste dertig jaar in Australië sprak Groenteman bijna niet over zijn oorlogservaring, omdat dat te pijnlijk was.
In september 2023 werd Groenteman opgenomen in de Australische hockey hall of fame en mocht hij de traditionele puckdrop doen bij de wedstrijd tussen de Arizona Coyotes en Los Angeles Kings die hun eerste wedstrijd van het NHL-seizoen in Melbourne speelden. 
Groenteman overleed op 100-jarige leeftijd in Ormeau, Australie.